# 2019 au Vatican
Chronologie du Vatican
- 2015
- 2016
- 2017
- 2018
- 2019
- 2020
- 2021
- 2022
- 2023

## Administration
- Pape : François
- Président du Gouvernorat : Giuseppe Bertello
- Camerlingue de la Sainte Église romaine : Vacant, puis Kevin Farrell (à partir du 14 février)
- Cardinal secrétaire d'État : Pietro Parolin

## Chronologie

### Janvier 2019
- Jeudi 17 janvier : publication du motu proprio par lequel la commission pontificale Ecclesia Dei est supprimée, les compétences de ladite commission étant reprises par la Congrégation pour la doctrine de la foi[1].
- Du mardi 22 au dimanche 27 janvier, 34e édition des Journées mondiales de la jeunesse qui se tiennent dans la ville de Panama au Panama.

### Février 2019
- Du dimanche 3 au mardi 5 février 2019 : visite du pape à Abou Dabi[2].
- Samedi 9 février 2019 : publication du document réformant les statuts du réviseur général pour en faire une  autorité anticorruption au sens de la convention de Mérida[3]
- Jeudi 14 février 2019 : nomination de Kevin Farrell à la charge de camerlingue de la Sainte Église romaine[4].
- Vendredi 15 février 2019 : réduction à l'état laïc du cardinal américain Theodore McCarrick par décision de la Congrégation pour la doctrine de la foi approuvée comme définitive par le pape François[5].
- Du lundi 18 au mercredi 20 février 2019 : rencontre du conseil des cardinaux dominée par la question des abus sexuels et de la protections des mineurs, quelques jours après la réduction à l'état laïc de l'ancien cardinal Theodore McCarrick et à la veille de la rencontre mondiale pour la protection des mineurs[6].
- Du jeudi 21 au dimanche 24 février 2019 : rencontre sur la protection des mineurs dans l'Église. Le pape réunit au Vatican les représentants des 114 conférences épiscopales, des 14 Églises catholiques orientales, des principaux ordres religieux et des dicastères de la curie romaine.

### Mars 2019
- Vendredi 29 mars 2019 : publication de la loi 297 sur la protection des mineurs et les personnes vulnérables au sein de l'État de la Cité du Vatican, d'une lettre apostolique en forme de motu proprio étendant les dispositions de cette loi à la curie romaine et d'un document comportant des  lignes de conduite pour appliquer ces nouvelles normes au sein du vicariat de la Cité du Vatican[7]
- Samedi 30 et dimanche 31 mars 2019 : visite du pape au Maroc

### Avril 2019
- Mercredi 3 avril 2019 : érection de la prélature territoriale de Santiago Apóstol de Huancané, au Pérou
- Du lundi 8 au mercredi 10 avril 2019 : XXVIIIe rencontre du conseil des cardinaux[8].

### Mai 2019
- Jeudi 9 mai 2019 : publication de la lettre apostolique Vos estis lux mundi (Vous êtes la lumière du monde) du pape François prenant effet à partir du 1er juin suivant. Cette lettre met en place toute une procédure pour la gestion des dénonciations d'abus sexuels non consentis ou sur mineurs[9].

### Juin 2019
- Samedi 1er juin 2019 : érection de l'administration apostolique du Kazakhstan et d'Asie centrale pour les fidèles de rite byzantin

### Juillet 2019
- Jeudi 11 juillet 2019 : érection de l'exarchat apostolique d'Italie des Ukrainiens

### Août 2019
- Samedi 10 août 2019 : publication du chirographe du pape François reformant les statuts de l'IOR et des nouveaux statuts.
- Vendredi 30 août 2019 : érection de l'archéparchie d'Adiabène des Syriaques

### Septembre 2019
- Du mercredi 4 au mardi 10 septembre 2019 : visite pastorale de François au Mozambique, à Madagascar et à Maurice
- Du mardi 17 au jeudi 19 septembre 2019 : XXXIe réunion du conseil des cardinaux

### Octobre 2019
- Mardi 1er octobre 2019 : ouverture du mois missionnaire extraordinaire[10]
- Samedi 5 octobre 2019 : consistoire pour la création de nouveaux cardinaux[10]
- Du dimanche 6 au dimanche 27 octobre 2019 : synode des évêques sur l'Amazonie[10]
- Dimanche 13 octobre 2019 : canonisation des bienheureux John Henry Newman, sœur Giuseppina Vannini, sœur Marie Thérèse Chiramel Mankidyan, sœur Dulce Lopes Pontes et Marguerite Bays[10]

### Décembre 2019
- Vendredi 21 décembre 2019 : motu proprio du pape François réorganisant le mandat du cardinal-doyen. Ce dernier est dorénavant élu pour un mandat de cinq années renouvelable, restant sauves les modalités d'élections du droit canon. Le doyen porte ensuite le titre de « doyen émérite »[11].